# PEN-Club Liechtenstein
Der PEN-Club Liechtenstein ist seit dem 1. April 1978 ein autonomes PEN-Zentrum des PEN International, einer internationalen Schriftstellervereinigung. Die Abkürzung P.E.N. bedeutete hierbei ursprünglich „Poets, Essayists, Novelists“. Nach der Gründung 1921 in England etablierte sich der PEN in vielen anderen Staaten. Der internationale PEN-Kongress in Sydney hat im Dezember 1977 die Zustimmung zum PEN-Club Liechtenstein erteilt. Die Gründercrew bestand aus 21, sieben Nationen repräsentierenden, Autoren.

## Tätigkeit
Der PEN zählt zu den bekanntesten internationalen Autorenverbänden. Gegründet wurde der Verband nach dem Ersten Weltkrieg. Zunächst lagen seine Schwerpunkte darin, Frieden und Völkerverständigung vor allem durch die Einbindung vieler Nationen zu fördern. Da vielerorts Autoren verfolgt, unterdrückt und zensiert wurden, setzte sich der PEN für die Rechte und die Durchsetzung freier Meinungsäusserung ein. Aufgrund dessen wurde 1960 das Komitee Writers in Prison gegründet, das vor allem damit befasst ist, Fälle von Unterdrückung, Zensur, Inhaftierung und Ermordung von Schriftstellern und Publizisten zu dokumentieren, öffentlich anzuprangern und dadurch Druck auf betreffende Regierungen auszuüben. Um Schriftsteller innerhalb ihres Landes wirksam vor Verfolgung zu schützen, wurde Ende der 1990er Jahre das Writers in Exile Network gegründet. Es ermöglicht verfolgten Autoren, in für sie sichereren Ländern unterzukommen.
Zu den routinemässigen Aktivitäten des PEN-Clubs Liechtenstein zählen die Lesungen, die im Vaduzer „Schlösslekeller“ über die Bühne gehen, die Herausgabe des „Zifferblatts“,  sowie die Verleihung verschiedener Preise und Stipendien. Der Club ist zudem im Writers-in-Prison-Committee engagiert.

### Zifferblatt
Bisher sind über 35 Hefte erschienen, in welcher die Clubtätigkeit dokumentiert bzw. Texte publiziert werden.

### Der Liechtenstein-Preis

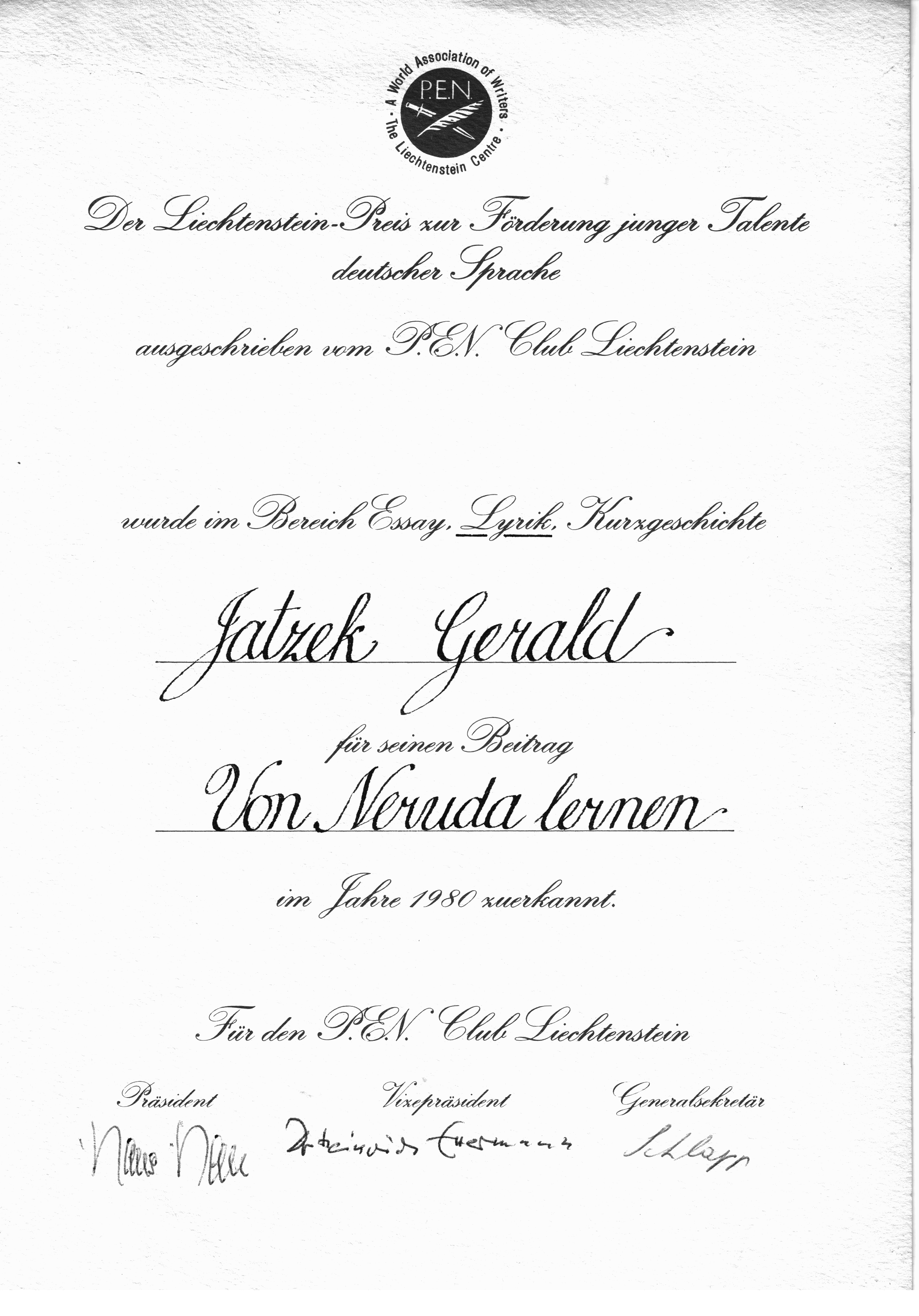
Urkunde des Liechtenstein-Preises (1980)

Der Liechtenstein-Preis zur Förderung junger literarischer Talente wurde 1980 erstmals verliehen. Ursprünglich wurde er in Anlehnung an die Kürzel P.E.N. (Poets, Essayists, Novelists) ausgeschrieben. Die Ausschreibung lud junge Leute ein, mit Gedichten, essayistischen oder erzählenden Prosatexten am Wettstreit um den Liechtenstein-Preis teilzunehmen. In der Folge stand er mehrheitlich im Zeichen der Lyrik und einmal im Zeichen der Dramatik. 1980 wurde der Preis in drei Kategorien vergeben. Die Preisträger waren Armin Gatterer und Hansjörg Quaderer für Essay, Gerald Jatzek und Ingo Ospelt für Lyrik, Matthias Hoffmann  und Kurt Lanthaler für Prosa.
Die Preisträger der letzten Jahre waren: Moritz Rinke, Mario Wirz, Janko Ferk, Waldemar Weber und Michael Guttenbrunner. Der Liechtenstein-Preis 2006 wurde dem Lyriker Nico Bleutge zugesprochen und der Liechtenstein-Preis 2008 dem Lyriker Michael Donhauser. 2011 wurde die Lyrikern Marica Bodrožić mit dem Preis geehrt. Letztmals ging der Preis 2016 an den Lyriker Tom Schulz. Der Liechtenstein-Preis war ursprünglich mit 20.000 Franken dotiert. Die Ausschreibung richtet sich zwar an deutschschreibende Autoren, doch sie ist auf kein Land beschränkt. Der Liechtenstein-Preis genießt internationales Ansehen (siehe z. B. Fischer Literatur-Almanach).

### Der Peter-Surava-Preis
1998 schuf der PEN-Club Liechtenstein in Gedenken an sein verdientes Mitglied Peter Surava alias Ernst Steiger den Peter-Surava-Preis. Der Preis war mit 25.000 Franken dotiert. Mit diesem Preis verfolgte der P.E.N.-Club Liechtenstein das Ziel, das Andenken an Peter Surava zu bewahren und Menschen auszuzeichnen, die sich so wie er für Verfolgte, Entrechtete und Ausgebeutete einsetzten, Menschen also, deren Tun von Zivilcourage und Gerechtigkeitssinn geprägt war. Der Preis sollte die Geehrten ermutigen und all jene anspornen, die im Geiste von Peter Surava tätig sind. 1999 wurde der Peter-Surava-Preis erstmals verliehen, 2013 wurde der Preis letztmals an den Liechtensteiner Verein nudos vergeben.
Preisträger:
- 1999: Writers in Prison in London
- 2001: Rupert Neudeck, Gründer und Leiter des Notärzte-Komitees Cap Anamur
- 2003: Siba Shakib, Publizistin
- 2005: das Projekt Helfen berührt des Feldkircher Arztes Martin Dünser.
- 2013: der Liechtensteiner Verein nudos

### Heinrich-Ellermann-Stipendium
Der Gründercrew des PEN-Clubs Liechtenstein gehörte der Verleger Heinrich Ellermann an, ein Freund der Musen, der sein Leben lang mit stiller Hand Musiker, Künstler und Dichter förderte. In memoriam dieses aussergewöhnlichen Menschen wurde 2006 das Heinrich-Ellermann-Stipendium eingerichtet. Das Stipendium wird bevorzugt an ältere Schriftsteller vergeben, mit dem Ziel, ihnen die Möglichkeit und die Chance zu bieten, noch einmal in aller Ruhe durchstarten zu können. Zurzeit ruht dieses Stipendium.
Stipendiaten:
- 2006: Richard Pietrass
- 2007: Christine Koschel
- 2008: Bärbel Jacksch
- 2009: Peter Kurzeck
- 2010: Constantin Hahm

## Geschichte
Den Impuls zur Gründung des PEN-Clubs Liechtenstein gab Paul Watzlawick. Anfangs 1977 lernte Manfred Schlapp anlässlich einer Zugfahrt Paul Watzlawick persönlich kennen. Beide waren Mitglieder des Österreichischen P.E.N.-Clubs. Im Laufe des Gesprächs fragte Paul Watzlawick, ob es einen liechtensteinischen P.E.N.-Club gebe. „Leider nein!“, meinte Schlapp. Worauf Watzlawick gesagt haben soll: „Dann gründen Sie doch einen!“ Zunächst galt es, eine repräsentative Gründer-Crew von 21 Mitgliedern auf die Beine zu stellen, die möglichst bereits dem P.E.N.-Club, will heissen: irgendeinem PEN-Zentrum, angehörten. Die Namen der Gründungsmitglieder: Roberto Altmann, C. C. Bergius, Irenäus Eibl-Eibesfeldt, Heinrich Ellermann, Henry Goverts, Otto Grünmandl, Rolf Hädrich, Heinrich Harrer, Hans Hass, Werner Helwig, Gerd-Klaus Kaltenbrunner, Hans Hellmut Kirst, Salcia Landmann, Thomas Luckmann, Valerie von Martens-Goetz, Adrian Martin, Leonhard Paulmichl, Manfred Schlapp, Luis Stefan Stecher, Jürgen Thorwald, Paul Watzlawick.
Zu jener Zeit herrschte noch der Kalte Krieg, der auch den Internationalen PEN-Club in zwei Lager spaltete: in jene PEN-Zentren, die dem westlichen Lager zugezählt wurden, und in jene PEN-Zentren, die den so genannten Osten (= das sowjetische Imperium) repräsentierten. Damals war der Internationale PEN-Club eine hochpolitische Vereinigung und Neugründungen mussten (und müssen) auf den Internationalen PEN-Kongressen, die jährlich stattfinden, sanktioniert werden!

### Präsidenten
- Hans Hass
- Karl Lubomirski
- Klaus Colberg
- Paul Flora
- Manfred Schlapp
- Antje Landshoff-Ellermann

### Ehrenpräsidenten
- Paul Flora
- Manfred Schlapp

## Liste deutschsprachiger P.E.N.-Zentren
- P.E.N.-Zentrum der Schriftstellerinnen und Schriftsteller im Exil deutschsprachiger Länder
- PEN-Zentrum Deutsche Demokratische Republik (bis 1998)
- PEN-Zentrum deutschsprachiger Autoren im Ausland
- DeutschSchweizer PEN-Zentrum
- Österreichischer PEN-Club
- PEN-Zentrum Deutschland